# Histoire des Juifs à Lutomiersk

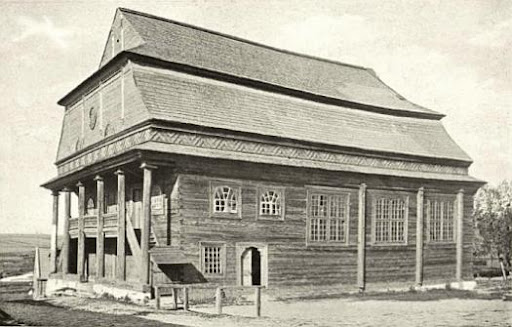
La synagogue de Lutomiersk en 1913

L'histoire des Juifs à Lutomiersk commence dès le XVIIe siècle et leur nombre va culminer dans la première moitié du XIXe siècle quand ils représenteront plus de la moitié de la population. La communauté est détruite pendant la Seconde Guerre mondiale et la majorité de ses membres assassinée au Centre d'extermination de Chełmno.
Lutomiersk est un village polonais du powiat de Pabianice, dans la voïvodie de Łódź. Situé à 18 km à l'ouest de Łódź, il compte actuellement un peu plus de 1 550 habitants.

## Les débuts de la communauté juive
Les premiers Juifs s'installent à Lutomiersk au début du XVIIe siècle. Dès le début du XVIIIe siècle, ils forment une communauté organisée avec un cimetière et une Hevra Kaddisha (Société du dernier devoir) en charge des enterrements. Un des premiers rabbins, se nomme Pinchas. En 1781, Yehuda Joskowicz lui succède. Une synagogue en bois est érigée dans les années 1780. Conçue par Hillel de Łask, elle est considérée comme une des synagogues les plus grandioses en Pologne à l'époque. Elle fonctionnera jusqu'en 1915 où elle sera détruite par un incendie pendant la Première Guerre mondiale. Á la fin du XVIIIe siècle, un hospice pour les pauvres juifs est ouvert.
Dès la fin du XVIIIe siècle, la communauté juive atteint une taille importante. En 1787, on compte 63 maisons juives à Lutomiersk. La même année, Pinchas Izraelowicz est le premier juif dans la république des Deux Nations à ouvrir sa propre usine de tissage avec six métiers à tisser et environ 20 à 30 ouvriers. Il prend à bail également la collecte des impôts dans la ville. La teinturerie des frères Moskowicz et de leur associé Ajzyk est un autre établissement industriel important de la ville. Dans la ville, à la fin du XVIIIe siècle, 40 % des artisans sont juifs et la très grande majorité des commerces sont aux mains des Juifs, principalement le commerce des grains et de la laine. Certains Juifs sont propriétaires de tavernes ou d'auberges, un petit nombre sont fermiers ou élève du bétail. En 1806, les propriétaires polonais de la ville interdisent aux Juifs de gérer des tavernes et des auberges.
La communauté juive de Lutomiersk a juridiction sur huit villages voisins, dont Łódź distant de seulement 18 km. Cette implantation en plein développement devient une pomme de discorde entre Lutomiersk et Stryków, chacune des deux villes désirant se l'attribuer, mais Lutomiersk finalement conserve son pouvoir sur les Juifs de Łódź. À la fin du XVIIIe siècle, la communauté a accumulé de nombreuses dettes auprès du clergé et des nobles. Ses arriérés s'élèvent à 44 908 złotys, alors que ses revenus annuels ne sont que de 2 100 złotys.

## La communauté auXIXesiècle
En 1793, Lutomiersk compte une population de 1 085 personnes, dont 566 Juifs soit 52,2 % de la population. En 1808, il y a 657 résidents juifs sur une population de 1 239 habitants correspondant à 53 %; en 1827, il y a 1 102 Juifs soit 51,1 % sur un total de 2 153 résidents; en 1857 le nombre de Juifs est de  999 soit 46,3 %  sur 2 160. Le successeur du rabbin Yehuda Joskowicz est Yehuda Frankel, fils de Yitzchak Frankel de Leszno. Cependant, il entre rapidement en conflit avec la communauté et déménage finalement à Łask, où il devient Av Beth Din (juge en chef du tribunal religieux). Frankel est l'auteur du livre Beit Yehuda, publié à Łódź en 1886.
Après 1815, la communauté juive de la ville devient largement dépendante de l'industrie du tissage. Les marchands juifs fournissent les matières premières aux artisans et récupèrent les produits finis, qu'ils revendent ensuite à l'extérieur de la ville. Après la chute de l'industrie artisanale, les Juifs ne peuvent plus vivre que du commerce et de l'artisanat. L'année 1849 voit la fondation de la Towarzystwo dobroczynne (Société de bienfaisance), mais l'institution fusionne rapidement avec la Hevra Kaddisha (société funéraire). Jusqu'au début de la Première Guerre mondiale, les seules écoles juives de Lutomiersk sont des heders. Un heder metukan (heder réformé) est créé en 1894 ; il reste ouvert jusqu'à l'occupation nazie de la ville pendant la Seconde Guerre mondiale.
Après le départ de Yehuda Frankel, le poste de rabbin de Lutomiersk est occupé par Meir Ha-Kohen. Il est un descendant du rabbin Yechezkel Michael, kabbaliste et rabbin de Niemirów, assassiné par les cosaques de Khmelnitski en 1648. Meir meurt jeune en 1832 et on se souvient surtout de lui comme de l'auteur de commentaires sur les traités Ketoubot et Baba Batra. Israël Dobrzyński (1810-1852), frère de Rabbi Abraham Landau (1789-1875) rebbe de Ciechanów, lui succède. En 1880 (ou en 1883), Yoav Yehoshua Weingarten (1845-1923), auteur du livre Chelkat Yoav, devient le rabbin local. La dernière personne à occuper ce poste au XIXe siècle est le successeur de Yoav Yehoshua Weingarten, Elijah Meisels Pinchas (1856-1894), fils du rabbin David Dov Meisels (1814-1875) de Łask et membre actif de Hovevei Tsion (Amants de Sion). Il meurt en 1894, laissant derrière lui un manuscrit de propositions d'amendements à la loi juive.

## L'entre-deux-guerres
En 1921, Lutomiersk compte 2 193 habitants, dont 775 juifs soit 35,3 % de la population. La communauté juive est largement conservatrice. Le groupe social dominant est celui des hassidim et le parti politique le plus populaire Agoudat Israel. La plupart des Juifs locaux vivent de l'artisanat: en 1921, il y a 56 ateliers juifs dans la ville. Avec le temps, le mouvement sioniste devient la force dominante de la politique locale. Le dernier rabbin de Lutomiersk est Yerachmel Wolbromski, qui vient de Cracovie et qui est nommé à ce poste en 1934. Il part pour Łódź dans les premiers mois de l'occupation allemande et est finalement déporté au camp de Chełmno nad Nerem en 1942.
À la fin des années 1930, les sentiments antisémites qui couvaient explosent. L'un des numéros de 1935 du magazine national démocratique Orędownik du parti national-démocrate contient un rapport sur l'inculpation de deux Juifs de Lutomiersk, Abraham Icchak Strykowski et Mosze Szyker qui auraient dénoncé cinq Polonais aux forces allemandes qui occupaient le royaume de Pologne en 1915. Bien que ce rapport soit un faux, la communauté juive évite de justesse les émeutes, mais est la cible d'un boycott économique qui atteindra son apogée en 1937. Avant le début de la Seconde Guerre mondiale, Lutomiersk compte environ 750 résidents juifs.

## La Seconde Guerre mondiale

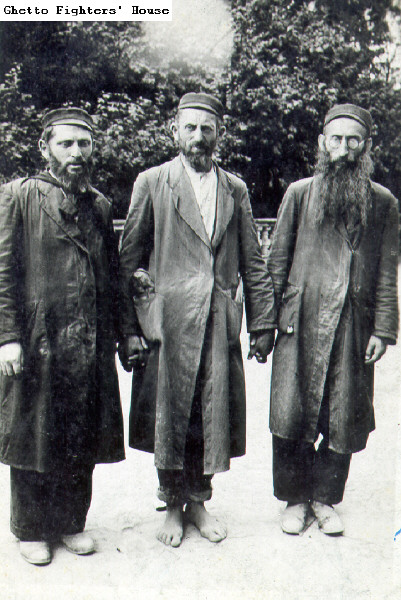
Trois Juifs dans le ghetto de Lutomiersk

L'occupation allemande met fin à la communauté juive de Lutomiersk. De nombreux habitants de la ville, polonais et juifs, perdent la vie lors du raid aérien allemand effectué dans les premiers jours de septembre 1939. Dès son occupation par les troupes allemandes, Lutomiersk est incorporée au Reich allemand et dépend du Reichsgau Wartheland. L'administration allemande nazie lui donne le nom de Nerthal (vallée de la Ner) et commence à mettre en œuvre une politique de terreur et d'extermination à l'égard de la population juive locale. Ils pendent un juif à la porte de la ville par les cheveux. Un autre homme est brûlé vif. Les Juifs doivent se faire couper la barbe en public, leurs magasins et leurs maisons sont pillés. Des dizaines de Juifs sont pris en otage et détenus dans des conditions inhumaines, contraints d'effectuer des travaux  pénibles dans la réparation des ponts, les travaux routiers et les travaux agricoles.
Un ghetto est créé à Lutomiersk au cours de l'été 1940 autour de la rue Kilińskiego où sont obligés de s'entasser environ 750 personnes dont 35 en provenance d'autres villes. D'abord ouvert, il devient un quartier fermé à la mi-1941. Les prisonniers du ghetto sont astreints au travail forcé et certains sont définitivement transférés dans des camps de travail. En septembre ou octobre 1941, la première déportation de Juifs du ghetto vers un camp de travail forcé a lieu: 40 Juifs âgés de 16 à 40 ans sont alors déportés. Les malades du ghetto sont envoyés au ghetto de Łódź. En décembre 1941, un groupe de 83 personnes est envoyé à Francfort-sur-l'Oder pour travailler à la construction d'une autoroute. Un Judenrat est formé pour diriger le ghetto conformément aux injonctions des Allemands. Il est composé de Moryc Curkowicz, Ch. Wartecki, Z. Kępiński, M. Żydkowic et Josek Kartowski]. Une police juive est créée pour s'assurer de l'exécution des ordres édicter par le Judenrat et pour garder le ghetto, en l'absence de soldats allemands en ville.
Certains Juifs sont contraints de vivre dans des maisons d'été habituellement louées aux Juifs hassidiques arrivant à la cour hassidique d'Alexander située à Aleksandrów Łódzki, à 10 km de Lutomiersk. Ces bâtiments ne sont pas adaptés à une résidence à l'année. En raison de l'inadaptation des bâtiments à la vie en hiver, de nombreux habitants du ghetto souffrent du froid ; l'hiver entraîne une détérioration significative de la situation des Juifs du ghetto, due à la perturbation de l'organisation du travail pour lequel ils sont rémunérés et au manque d'approvisionnement en matériaux pour les artisans.
Le budget mensuel du Judenrat est de 950 reichsmarks, dont une partie est reversée aux Juifs nécessiteux. En raison du manque de fonds et d’espace, il n'est pas possible d'ouvrir une cantine dans le ghetto. Le ghetto reçoit un soutien financier de Moshe Merin et de la Zentrale der Jüdische Ältestenräte Ostoberschlesien (Bureau central des Conseils juifs des anciens de Haute-Silésie orientale). Les Juifs arrivent à se procurer quelque nourriture en faisant de la contrebande avec des personnes extérieures au ghetto. Comme aucune graisse ou viande n'est incluse dans les rations des détenus du ghetto, la nourriture la plus souvent introduite clandestinement est de la viande de cheval.
Vers la fin de l'année 1941, pour fournir un salaire aux Juifs, un atelier de tailleur, un atelier de fourreur et un atelier de ferblantier sont créés dans le ghetto à l'initiative du maire de Lutomiersk. L'atelier de tailleurs est dirigé par un Polonais et emploie 20 tailleurs juifs. Il produit des vêtements à partir de tissus fournis par les clients. L'atelier reçoit de nombreuses commandes de Łódź et réalise donc d'importants bénéfices. Les revenus sont répartis entre les autorités locales et le Judenrat, ce dernier versant des salaires aux tailleurs. Cependant, d'après les rapports de la résistance polonaise, le traitement général des Juifs par les autorités municipales de Lutomiersk est pire que celui pratiqué dans les autres localités du district de Łask.
Le ghetto est liquidé très probablement le 29 juillet 1942 et la majorité de ses occupants est transportée au camp de la mort de Kulmhof où ils sont immédiatement assassinés. Quelques-uns sont déportés vers le ghetto de Łódź.
Lutomiersk est libéré par les troupes soviétiques le 19 janvier 1945. Environ 700 Juifs de Lutomiersk ont péri pendant la Shoah.

## Évolution de la population juive

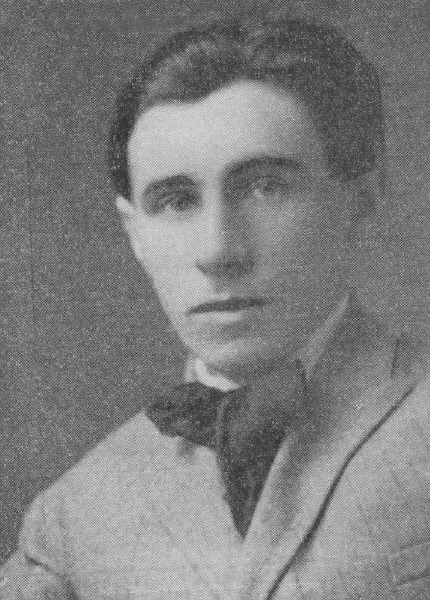
Peretz Opoczyński

| Population juive à Lutomiersk |                               |                 |                      |
| Année                         | Population totale de la ville | Nombre de Juifs | Pourcentage de Juifs |
| 1764/1765                     | -                             | 404             | -                    |
| 1793/1794                     | 1 085                         | 566             | 52,2 %-              |
| 1808                          | 1 239                         | 657             | 53,0 %               |
| 1827                          | 2 153                         | 1 102           | 51,2 %               |
| 1857                          | 2 160                         | 999             | 46,3 %               |
| 1921                          | 2 193                         | 775             | 35,3 %               |
| 1-09-1939                     | -                             | ~750            | -                    |

## Personnalités juives nées à Będzin
- Chanokh Heynekh HaKohen Levin (1798-1870) : rebbe de la communauté hassidique d’Alexander
- Peretz Opoczyński (1892-1943) : poète, écrivain et journaliste, membre des archives clandestines du ghetto de Varsovie, le ‘’Oyneg Shabbos’’. Assassiné par les Allemands